# 高田富蔵
高田 富蔵（たかだ とみぞう、慶応3年8月6日（1867年9月3日） - 没年不詳）は、日本の裁判官、台湾総督府官僚、教育者。

## 経歴
摂津国八部郡山田村（現在の兵庫県神戸市北区）出身。1894年（明治27年）、東京帝国大学法科大学英法科を卒業し、司法官試補となる。台湾総督府法院判官、覆審法院部長、台北地方法院長、高等法院上告部判官・覆審部長を歴任し、1921年（大正10年）から台北州知事を務めた。
1924年（大正13年）に退官した後は、ハルピンの日露協会学校校長に転じた。1932年（昭和7年）に日露協会学校がハルピン学院と改称した後も引き続き院長を務め、1935年（昭和10年）まで在職した。